# Robert C. Davis
Robert Charles Davis (* 1948) ist ein US-amerikanischer Historiker.
Davis promovierte 1989 an der Johns Hopkins University in Baltimore, Maryland. Er lehrt an der Ohio State University und machte verschiedene Studien zur frühneuzeitlichen Sozialgeschichte Italiens.
Er setzt sich unter anderem mit dem Sklavenhandel in der islamischen Welt, darunter dem Sklavenhandel im mediterranen Raum, auseinander. Dabei machte er auch über den Umfang eine Schätzung.

## Schriften
- Christian Slaves, Muslim Masters. White Slavery in the Mediterranean, the Barbary Coast, and Italy, 1500–1800. Palgrave MacMillan, Houndmills 2004, ISBN 978-1-403-94551-8.
- Venice, the Tourist Maze: A Cultural Critique of the World’s Most Touristed City. 2004.
- Holy War and Human Bondage: Tales of Christian-Muslim Slavery in the Early-Modern Mediterranean (Praeger Series on the Early Modern World). 2009.